# Museo Arqueológico de Kütahya
El Museo Arqueológico de Kütahya (en turco, Kütahya Arkeoloji Müzesi) es uno de los museos arqueológicos de Turquía. Está ubicado en la ciudad de Kütahya, situada en la provincia de su mismo nombre.

## Edificio
La sede del museo es la madrasa Vacidiye, que fue construida en 1314 y conserva las características arquitectónicas del arte selyúcida. Fue inaugurado como museo en 1965 y posteriormente, en 1999, se reinauguró tras una restauración y una nueva organización de la exposición.

## Exposición
El museo expone una serie de objetos arqueológicos cuya cronología abarca desde el paleolítico hasta el periodo otomano. Entre las piezas más destacadas están la cerámica de Burdur Hacılar, del periodo Calcolítico tardío; el denominado «sarcófago de las amazonas», del siglo II, con escenas en relieve de combates entre griegos y amazonas; varios juguetes de época romana y las estatuas de Cibeles, Heracles y Hécate. También son importantes los hallazgos de la excavación de rescate del montículo de Seyitömer, que abarca periodos comprendidos entre la Edad del Bronce temprano y la época romana, y constan principalmente de recipientes y herramientas; así como los objetos procedentes de la excavación de rescate de Ağızören, algunos del periodo hitita y otros de época romana.
|                                                  |
| Uno del los hallazgos del montículo de Seyitömer |

|                                      |
| Una estela votiva del periodo frigio |

|                                       |
| Estatua de Hécate, del periodo romano |

|                                |
| El «sarcófago de las amazonas» |